# My World (album de Jul)
Pour les articles homonymes, voir My World.
Albums de Jul
Je tourne en rond
(2015) Émotions
(2016)
Singles
1. En Y
Sortie : 5 novembre 2015
2. Wesh alors
Sortie : 3 décembre 2015
3. Lova
Sortie : 11 décembre 2015
4. Comme d'hab
Sortie : 18 décembre 2015
5. Dans l'appart
Sortie : 25 décembre 2015
6. My World
Sortie : 31 mars 2016

My World est le quatrième album studio du rappeur français Jul, sorti le 4 décembre 2015 via le label D'or et de platine, et réédité le 4 mars 2016, comprenant de nouvelles chansons.
Album le plus vendu de l'artiste, il est certifié disque de diamant. Il inclut notamment les tubes En Y, Wesh alors, ou encore Amnésia.

## Genèse
Cet album est le premier de Jul après s'être séparé du label Liga One Industry. Jul annonce que l'album sort le 4 décembre 2015 (en même temps que l'album Nero Nemesis de Booba, l'album Le Rohff Game de Rohff et la réedition de l'album Feu de Nekfeu).
Par ailleurs, Jul déclare qu'il a enregistré l'album dans une cabane en bois dans une forêt et publie une photo de l'endroit sur les réseaux sociaux.

## Clips vidéo
- En Y : 5 novembre 2015
- Wesh alors : 3 décembre 2015
- Lova : 11 décembre 2015
- Comme d'hab : 18 décembre 2015
- Dans l'appart : 25 décembre 2015
- My World  : 31 mars 2016

## Liste des titres
| No  | Titre                                    | Durée |
| --- | ---------------------------------------- | ----- |
| 1.  | Amnésia                                  | 2:12  |
| 2.  | Dans la légende                          | 3:31  |
| 3.  | Encore des paroles (avec Julie Gonzalez) | 3:16  |
| 4.  | Il me faut des billets                   | 3:23  |
| 5.  | Comme d'hab (avec Alonzo)                | 3:23  |
| 6.  | En Y                                     | 3:53  |
| 7.  | Dans l'appart                            | 3:33  |
| 8.  | Pour les taulards                        | 3:25  |
| 9.  | Mamasita                                 | 2:33  |
| 10. | Ghost Rider                              | 2:29  |
| 11. | Dans le futur                            | 2:56  |
| 12. | C'est réel                               | 6:09  |
| 13. | La gâchette (avec Houari)                | 3:39  |
| 14. | Lova                                     | 3:34  |
| 15. | Mama                                     | 3:39  |
| 16. | Ne m'en voulez pas                       | 2:41  |
| 17. | Wesh alors                               | 3:16  |
| 18. | Ils m'ignorent                           | 2:59  |
| 19. | Pour les vaillants                       | 3:23  |
| 20. | En place (avec A-Deal)                   | 2:35  |
| 21. | Mercé (avec Benjamin Mendy et Mehdi)     | 4:15  |

### Réédition
| No  | Titre                                    | Durée |
| --- | ---------------------------------------- | ----- |
| 1.  | Coucou                                   | 3:46  |
| 2.  | Ils m'ignorent                           | 2:59  |
| 3.  | Mama                                     | 3:39  |
| 4.  | Dans le futur                            | 2:56  |
| 5.  | My world                                 | 3:31  |
| 6.  | Encore des paroles (avec Julie Gonzalez) | 3:16  |
| 7.  | Ne m'en voulez pas                       | 2:41  |
| 8.  | Lova                                     | 3:34  |
| 9.  | Amnésia                                  | 2:12  |
| 10. | Wesh alors                               | 3:16  |
| 11. | Ghost Rider                              | 2:29  |
| 12. | Mamasita                                 | 2:33  |
| 13. | Elle te balade                           | 3:09  |
| 14. | Il me faut des billets                   | 3:23  |
| 15. | Dans l'appart                            | 3:33  |
| 16. | C'est chaud                              | 3:06  |
| 17. | Dans la légende                          | 3:31  |
| 18. | Pour les taulards                        | 3:25  |
| 19. | Du jour au lendemain                     | 2:26  |
| 20. | En Y                                     | 3:53  |
| 21. | Comme d'hab (avec Alonzo)                | 3:23  |
| 22. | En place (avec A-Deal)                   | 2:35  |
| 23. | Le patron                                | 2:56  |
| 24. | La gâchette (avec Houari)                | 3:39  |
| 25. | Mercé (avec Benjamin Mendy et Mehdi)     | 4:15  |
| 26. | C'est réel                               | 6:09  |
| 27. | Pour les vaillants                       | 3:23  |
| 28. | En Y (Version Instrumentale)             | 3:50  |
| 29. | Wesh alors (Version Instrumentale)       | 3:14  |

## Réception

### Accueil public
Les critiques de My World sont variées et hétérogènes. Lors de sa sortie, une partie du public critique fortement cet album à cause de paroles très pauvres, d'instrumentales simples ainsi que de l'utilisation jugée abusive de l'Auto-Tune. La plupart des amateurs de rap old-school partagent cet avis. Malgré de nombreuses critiques, l'album se vend énormément et une autre partie du public voit cet album comme une réussite initiant un nouveau style de rap, plus chanté. Cet album a fortement influencé le rap français puisque de nombreux artistes ont par la suite tenté de recopier ce style popularisé par Jul. My World est aujourd'hui souvent considéré comme le meilleur album de Jul et l'un des albums les plus influents de l'industrie musicale française. C'est l'apogée du rappeur marseillais, et l'album de tous les tubes : plus de la moitié des morceaux sont certifiés. Plein de spontanéité, Jul révolutionne sur cet album les sonorités du rap français de l'époque avec des instrumentales aux sonorités futuristes, dont les influences se situent dans une multitude de styles musicaux : électro, reggaeton, variété française, rap old school, raï. Bien que certains aspects de cet albums soient critiqués, la qualité de ses productions musicales, novatrices pendant plus d'une heure, est rarement remise en question.  

### Accueil commercial
Cet album connaît un succès immédiat, notamment grâce au clip En Y et Wesh Alors mis en ligne peu avant la sortie de l'album. En trois jours, l'album est disque d'or et surpasse rapidement les ventes des albums de Booba, Rohff et Nekfeu. En trois semaines, l'album comptabilise 115 000 ventes et est donc certifié disque de platine. En février 2016, l'album passe double disque de platine avec plus de 200 000 ventes. Le 4 mars 2016, Jul sort la réedition. En juin 2017, soit un an et demi après sa sortie, l'album est certifié disque de diamant avec plus de 500 000 ventes, le premier dans la carrière de Jul. Une performance d'autant plus notable que Jul a obtenu cette certification (la plus haute de l'industrie musicale) en totale indépendance.

## Titres certifiés
- Coucou  Platine[7]
- Ils m'ignorent  Or[8]
- My world  Or[9]
- Elle te balade  Platine[10]
- Le patron  Or[11]

## Classements et certifications

### Classement hebdomadaire
| Classement (2015)            | Meilleure position |
| ---------------------------- | ------------------ |
| Belgique (Wallonie Ultratop) | 16                 |
| France (SNEP)                | 1                  |

### Classement annuel
| Classement (2015) | Position |
| ----------------- | -------- |
| France (SNEP)     | 26       |
| Classement (2016) | Position |
| France (SNEP)     | 10       |

### Certifications et ventes
| Région        | Certification | Ventes/Streams |
| ------------- | ------------- | -------------- |
| France (SNEP) | Diamant       | 645 000        |